# لوتار ولفگانگ نوردهیم
 لوتار ولفگانگ نوردهیم (انگلیسی: Lothar Wolfgang Nordheim؛ زاده ۱۸۹۹ - درگذشته ۱۹۸۵) یک فیزیک‌دان اهل ایالات متحده آمریکا بود.